# アオチビキ
アオチビキ（青血引、学名 Aprion virescens ）は、スズキ目フエダイ科に分類される魚の一種。インド太平洋熱帯域に生息する大型肉食魚で、食用にもなる。フエダイ科の分類ではハマダイ亜科に組みこまれ、1種のみでアオチビキ属 Aprion を構成する。地方名としてはアオマツテ、クロマ（薩摩半島）、オーマチ、ギンムツ（沖縄）などがある。

## 特徴
成魚は全長1mに達する。体形は前後に細長い紡錘形で、同じ亜科に属するイシフエダイ、ハマダイ、ヒメダイなどに似る。体色は全体的に青灰色で、腹面はやや白っぽい。和名もこの体色に由来する。
フエダイ科魚類の中では特に胸鰭が短い。鼻孔の下に1本の溝が縦に走ることで類似種と区別できる。口は大きく、顎には鋭い歯が並ぶ。尾鰭は大きな三日月形をしている。背鰭中央部のつけ根に黒い斑点が数個出る。背鰭と臀鰭の一番後ろの軟条は糸状に伸びる。
南日本・ハワイ・オーストラリア北岸・アフリカ東岸まで、インド太平洋の熱帯海域に広く分布する。
水深180mまでの浅い海の岩礁・サンゴ礁域に生息する。サンゴ礁では外礁斜面の周辺で多く見られる。単独か数尾ほどの小さな群れで行動し、海底付近を遊泳する。紡錘形の体形の通り遊泳力は高い。食性は肉食性で、小魚・甲殻類・頭足類などを捕食する。
主に釣りや延縄で漁獲される。身は白身で、地方によっては高級魚として珍重される。ただしインド太平洋域ではシガテラ中毒が報告されており注意を要する（札幌市中央卸売市場などでは販売自粛）。